# パウル・フォン・ヴェルナー

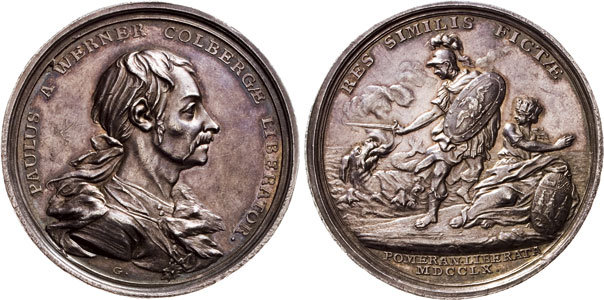
1760年9月18日のコルベルク解囲戦を記念する硬貨

パウル・フォン・ヴェルナー（Paul von Werner、1707年12月11日、ラープ - 1785年1月25日、ビチン農場、ラントクライス・トスト＝グライヴィッツ）は、プロイセン王国第6フザール連隊（茶色のフザール）の司令官にして、プール・ル・メリット勲章の受章者である。

## 生涯
両親は神聖ローマ帝国軍 (Army of the Holy Roman Empire) の少佐 (de:Oberstwachtmeister) 、ヨハン・パウル・フォン・ヴェルナーとその妻、マリー・カタリーナ・フォン・シュトライトである。
彼は1723年、神聖ローマ帝国軍に入隊すると1731年にはナーダシュディ・フザール連隊の准尉 (de:Kornett) となった。1733年に少尉、1734年には騎兵大尉 (Rittmeister) に昇進する。そして神聖ローマ帝国軍に在籍中、スペイン王国に対して8回、フランス王国に対して8回、オスマン帝国に対して6回、そしてプロイセン王国に対して4回出征している。その間、ビトントの戦い（1734年5月25日）で捕虜となった。
さらにバニャ・ルカの戦い（1737年）、クルツラの戦い（1739年）、モルヴィッツの戦い（1741年）およびコトゥズィッツの戦い（1742年）に、ハンガリー王国軍の士官として参加している。
また第二次シュレージエン戦争ではゾーアの戦い（1745年）、ロクールの戦い（1746年）およびラウフフェルトの戦い（1747年）に参加した。なおたびたび勇気を示したものの、ヴェルナーは大尉に留まる。そしてライン川で行われた数度の戦闘の中、彼は足に傷を負った。これはヴェルナーの長い軍歴における、唯一の負傷である。その後、恐らく療養に訪れていたカールスバートで、彼の獲得を試みていたプロイセン王国のハンス・カール・フォン・ヴィンターフェルト少将と出会う。
こうしてヴェルナーは1750年、歴戦の軍人を歓迎していたプロイセン軍に仕官した。
ヴェルナーは1751年12月3日、第6フザール連隊の中佐に任じられる。そして1752年12月、オットー・エルンスト・フォン・ゲルスドルフ中佐の騎兵中隊を託された。1756年には彼の賢さと注意深さを非常に高く評価し、深い信頼を寄せるシュヴェリーン元帥の軍団で、連隊の指揮官を務めた。七年戦争におけるヴェルナーの最初の任務は、ピッコローミニ大将率いるオーストリア軍の後背を突くため、グラーツ（Glaz、〔原文ママ〕）から騎兵300名とともに進撃するという作戦行動であった。そしてボヘミアに進攻した際、シュミーアリッツ（Schmieritz？〔原文ママ〕）の戦いで功を立てる。この働きにより、指揮下の連隊は七年戦争の間、名声を博した。
続いて1757年、彼は連隊長に任じられる。プラハの戦いで、彼はハンス・ヨアヒム・フォン・ツィーテン中将の下、左翼の予備部隊の一部を託された。そして予備部隊が戦いの最終局面で攻撃に参加すると、ヴェルナーはその先鋒を指揮している。コリンの戦いでは再び左翼に配された。戦いの後、彼はラウズィッツに展開するブラウンシュヴァイク＝ベーヴェルン公アウグスト・ヴィルヘルムの軍団へ送られた。ここでヴェルナーは、クレッテンドルフの戦いにおいて2個大隊のクロアチア人部隊を打ち破る。また1757年11月22日、ブレスラウの戦いにおいてツィーテン中将の下、またも左翼にあってクラインブルクの一帯で戦った。
ロイテンの戦いではオーストリア軍のノスティッツ少将率いる前哨部隊（ザクセンの2個フザール連隊と、オーストリアの2個フザール連隊）を撃破し、追い散らす。そして1758年12月には、少将に抜擢されプール・ル・メリット勲章を授かった。同年10月には、オーストリア軍のドゥ・ヴィル大将がナイセ要塞を攻囲する。ヴェルナーは救援部隊に加わり、ランツクローネの戦闘を戦い抜いた。その後、同じく攻囲されていたコーゼルに向かう。そして1759年の初頭には、ドゥ・ヴィル大将の軍をシュレージエンから完全に駆逐することができた。続いて1760年8月、彼はドレスデンの救援に向かうプロイセン公子ハインリヒの軍に加わり、その途上でプリンツ・ヨーゼフ竜騎兵連隊に壊滅的な打撃を与えた。
その功により、ヴェルナーはフリードリヒ大王から2000ターラーとともにミンデン司教座聖堂参事会員の職を贈られるが、それは許可を得た後に売却した。さらに、彼は自身の軍団の指揮権を賜る。この軍団は、包囲されたコルベルクの救援に送られた。ヴェルナーは9月5日、グローガウからコルベルクに向かい、18日に到着すると同日中に動揺するロシア軍 (Imperial Russian Army) を攻撃する。ロシア軍は恐慌状態に陥り、陣営を撤収してポーランドまで退却した。この勝利は予期していたとは言い難かったものの、記念硬貨が鋳造されている。
ヴェルナー少将自身はフリードリヒ大王から、銀貨20枚と金貨1枚を下賜された。そして1760年の残りを、彼はスウェーデン王国との戦いに費やした。同年9月3日、タッシェンベルク（現在のウッカーラント）でスウェーデン軍の陣地を制圧し、大砲8門を鹵獲した他、600名の捕虜を得ている。さらにフリードリヒ大王は1761年2月20日、彼を中将に任じた。同年ヴェルナーは、再び包囲されたが備蓄のほとんどないコルベルクを救援するべく、ヴュルテンベルク公の軍に従った。そしてポーランドから撤退して来たドゥビスラウ・フォン・プラーテン中将の部隊と合流する。
9月12日、ヴェルナーは2000名の兵とともにトレプトウ・アン・デア・レーガでロシア軍と対峙した。そして重大な被害を被った後、ロシア軍の捕虜となる。彼はケーニヒスベルクに移送されると、そこに1762年の末まで留まった。後にロシアで皇帝ピョートル3世が即位すると、ヴェルナーは解放される。帝は彼をロシア軍へ招こうとしたが、断られた。ヴェルナーはその代わり、シュレージエンに展開する主君の軍へ戻った。そこで1個軍団を託されると、上シュレージエンからモラヴィアへ進出する。しかし、そこでベーヴェルン公に従い、下シュレージエンのペータースヴァルデ（Peterswalde、〔原文ママ〕）へ向かった。
続いてライヒェンバッハの戦いが生起すると、ダウン元帥指揮下のオーストリア軍は手痛い敗北を被る。戦いの後、ヴェルナーは上シュレージエンに戻った。そして戦争の終結後、ナウガルテンの地方長官に就任した。
バイエルン継承戦争において、ヴェルナーは一軍の指揮を託された。その補佐には、シュトゥッターハイム中将が当たっている。そしてベーヴェルン公が到着するまで、両名は指揮を分担した。ここで参加した最大の戦闘は、テッシェンの戦いである。グロームニッツ村においてヴェルナーの部隊は、クネーベル少将率いる前哨部隊を襲撃した。その結果、クネーベル少将は逃れたものの士官6名、兵380名および軍馬600頭がプロイセン軍の手に落ちている。
ヴェルナーは1785年1月25日、1783年に購入していたビチン農場（Gut Bitschin）で没した 。彼はグライヴィッツにある、フランシスコ会の修道院に埋葬された。その名はフリードリヒ大王の騎馬像 (de:Reiterstandbild Friedrichs des Großen) の顕彰板の一つに刻まれている。

## 家族
1756年8月29日、彼はマリア・ドロテア・アポローニア・フォン・シモンスキーと結婚した。彼女の父、ルートヴィヒ・ヤロスラフ・フォン・シモンスキーはプリゾヴィッツおよびポヤノウの領主であった。儲けた5人の子供のうち、長じたのは
- アウグスト・アルブレヒト・ヨーゼフ・ルートヴィヒ・カール（1763年1月23日出生)

のみである。

## 個別の典拠
1. ↑  Johann David Erdmann Preuss,Friedrich der Grosse: Eine lebensgeschichte, S.262, Digitalisat
2. ↑  Felix Triest,Topographisches Handbuch von Oberschlesien, P.529 Digitalist
3. ↑  Ruebezahlider Schlesische Provinzialblaetter, Band 1,P.172, Digitalisat